# Leopold Wölfling

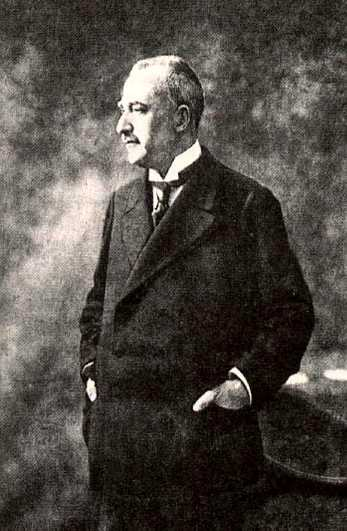
Leopold Ferdinand von Österreich-Toskana

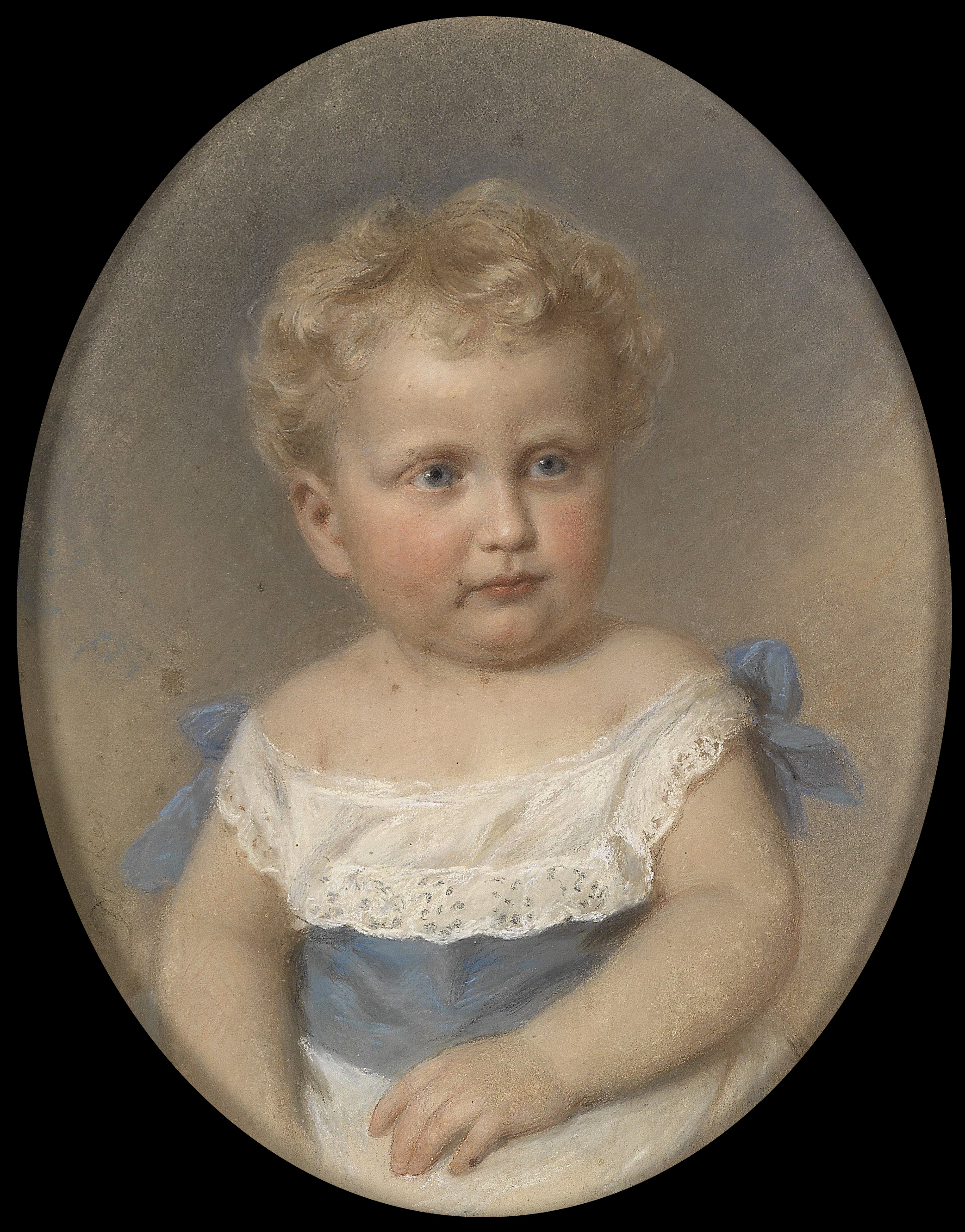
Georg Decker: Erzherzog Leopold Ferdinand als Kleinkind (um 1870)

Leopold Wölfling, gebürtig Leopold Ferdinand von Österreich-Toskana (* 2. Dezember 1868 in Salzburg; † 4. Juli 1935 in Berlin), war ein österreichischer Erzherzog. Er war der älteste Sohn des Großherzogs Ferdinand IV. von Toskana und dessen 2. Ehefrau Alicia von Bourbon-Parma, Ururenkel von Kaiser Leopold II. aus dem Haus Habsburg-Lothringen.

## Herkunft und Erziehung
Leopold Ferdinand Salvator Marie Joseph Johann Baptist Zenobius Rupprecht Ludwig Karl Jacob Vivian von Österreich-Toskana wurde als viertes Kind und zweiter Sohn Ferdinands IV., Großherzog der Toskana, geboren. Er war ein Ur-Ur-Enkel von Kaiser Leopold II. über dessen zweiten Sohn Ferdinand III. von der Toskana.
Als sich die Einigung Italiens abzeichnete, verließ Leopolds Vater wie alle anderen Verwandten die Toskana und ließ sich in Salzburg nieder, wo er eine angemessene Bleibe gefunden hatte und aufgrund der reichlichen Unterstützung durch Kaiser Franz Joseph I. ein Leben wie ein regierender Fürst führen konnte. So konnte er Leopold Ferdinand Salvator eine ausgezeichnete Erziehung bieten, bei der großer Wert auf das Erlernen von Sprachen gelegt wurde – und für diese interessierte sich der Sohn genauso wie für Mathematik.

## Beruflicher Werdegang
Er begann seine Karriere wie viele andere Mitglieder seiner Familie als Seekadett bei der k.u.k. Kriegsmarine, wo er 1890 zum Linienschiffsfähnrich befördert wurde.
Seine gewünschte Verbindung mit Elvira Maria Teresa (1871–1929), der Tochter des spanischen Thronprätendenten Don Carlos VII., wurde vom Kaiser aus politischen Gründen untersagt: Franz Joseph I. wollte Österreich-Ungarn auch nicht indirekt in die verworrene spanische Innenpolitik involviert wissen.

Kaiserliches Monogramm von Erzherzog Leopold Ferdinand von Österreich

Franz Ferdinand, damals Zweiter in der Thronfolge, unternahm 1892–1893 mit einem Wissenschaftlerteam eine Weltreise mit dem Schiff Kaiserin Elisabeth. Leopold durfte den fünf Jahre älteren und militärisch sowie in der Rangordnung bei Hof wesentlich höher stehenden Erzherzog, ab 1896 Thronfolger, begleiten, kam aber mit dem Vorrang seines Verwandten nicht zurecht. Es kam zu unerfreulichen Auftritten zwischen den beiden, bei denen Leopold den Höherrangigen an Bord als Möchtegern-Kaiser tituliert haben soll. Franz Ferdinand beschwerte sich beim Kaiser, der Leopold in Sydney den Befehl zur Heimreise zukommen ließ und ihn, nach Rückkunft in Österreich, zur Dienstleistung als Hauptmann dem k.u.k. Infanterieregiment Nr. 8 in Brünn zuteilte.
Leopold nahm dorthin Wilhelmine Adamovic(z) mit, die er im Wiener Augarten, nach einem anderen Bericht im mährischen Olmütz, kennengelernt und in die er sich verliebt hatte (obwohl er in der Zwischenzeit mit einer anderen Frau ein uneheliches Kind gezeugt hatte). Er wollte die als Prostituierte arbeitende Tochter eines Postbeamten heiraten.
Daraufhin wurde er in den entferntesten Teil der Doppelmonarchie, nach Przemyśl in Galizien, versetzt. Allerdings nahm er Wilhelmine als Haushälterin mit. Jedoch legte er Wert darauf, dass die junge Dame Manieren annahm und sich auch in Wort und Schrift weiterbildete. Als dies dem Kaiser zu Ohren kam, ließ er den Erzherzog kurzerhand in eine Anstalt für Nervenkranke in Koblenz bringen. Der Erzherzog lenkte zu spät ein und bat um einen neuen Militärposten, auf Gnade des Kaisers hoffend. Dieser lehnte kategorisch ab.

## Bruch mit dem Kaiserhaus
Leopold reiste 1902 mit Wilhelmine in die Schweiz, wahrscheinlich unterstützt von seiner Schwester Luise von Österreich-Toskana. Am 14. Dezember 1902 schrieb er von Zürich aus an den Kaiser: Ich bitte Eure Majestät, meine Stellung und Rang als Erzherzog ablegen und den Namen Wölfling annehmen zu dürfen. Der Kaiser entsprach seiner Bitte und regelte seine finanzielle Versorgung aus dem Familienversorgungsfonds des Hauses Habsburg-Lothringen – unter der familieninternen Bedingung, dass Leopold auf Dauer im Ausland lebe. Die Schilderung, Leopold sei ausgebürgert und des Landes verwiesen worden, entbehrt der rechtlichen Grundlage. Vom Grundsatz, dass Österreicher weder ausgebürgert noch aus Österreich ausgewiesen werden dürfen, machte nur das Habsburgergesetz 1919 eine Ausnahme, und auch diese nur für Habsburger, die weiterhin Herrschaftsansprüche auf das Gebiet der Republik Österreich erhoben.
Von der Schweiz erhielten er und Wilhelmine, mit der er ab 1903 verheiratet war, Wohnsitzerlaubnis und Bürgerrecht. Nach vier Jahren wurde das Paar allerdings bereits geschieden. Grund war, dass Wilhelmine sich den Siedlern auf dem Monte Verità von Ascona anschloss, namentlich den Brüdern Karl und Gustav Gräser. Karl Gräser war einer seiner Offiziere in der Garnison von Przemyśl gewesen und hatte auch Leopold für die Ideale der Lebensreform gewonnen, jedoch nur kurzfristig. Schon bald nach seiner Scheidung, am 26. Oktober 1907, heiratete Leopold Wölfling Maria Ritter, eine junge Frau aus dem Münchner Rotlichtmilieu. Die beiden zogen nach Paris, wo Maria an einem Nervenfieber erkrankte, sodass auch diese Beziehung scheiterte. Wölfling lebte ohne irgendwelche Aufgaben vor sich hin.
Beim Ausbruch des Ersten Weltkrieges meldete er sich zum Dienst in der k.u.k. Armee, wurde aber auf Entscheidung des Kaisers abgelehnt.

## Jahre ohne Geld
Nach dem Ersten Weltkrieg geriet er immer mehr in Schulden, da nach dem Zusammenbruch der Monarchie die Apanagen aus dem Familienfonds nicht mehr flossen (der Fonds war von der Republik Österreich im Habsburgergesetz 1919 konfisziert worden) und die Krone als Währung bald enormer Inflation unterlag. Da er von der Familie nicht mehr unterstützt wurde, sah sich Wölfling an die private Abmachung, im Ausland zu leben, nicht mehr gebunden.
Mit Vertrag vom 2. Jänner 1922 adoptierte Wölfling Aloisia, geb. Starik, später verwitwete Faitlik und verehelichte Böhm bzw. Ebner, an Kindesstatt. Aloisia wurde von ihm, wie ein von der Österreichischen Nationalbibliothek 2011 publiziertes Faksimile aus dem Jahr 1929 (Meiner lieben Tochter Luise von ihrem alten getreuen Vater) zeigt, Luise genannt. Es wird vielfach angenommen, dass sie seine Tochter war.
Wölfling fand keine für ihn geeignete Erwerbsarbeit. Zeitweise soll er auch als Eintänzer im Hotel Adlon in Berlin gearbeitet haben und das Vorbild für den Schlager Schöner Gigolo, armer Gigolo gewesen sein.
Ab Oktober 1926 führte er gemeinsam mit Luise, die damals den Familiennamen Böhm führte, in einem Wiener Gemeindebau in Kaisermühlen (damals 2., heute 22. Wiener Gemeindebezirk) eine Greißlerei. Der ehemalige Erzherzog schnitt nun für die Kundschaft, zumeist Donaumatrosen und Kutscher, Wurst auf. Nach Aufgabe des Geschäftes blieb nur ein Berg von Schulden.
Die Republik lehnte ab, ihm eine „Gnadenpension“ zu gewähren.

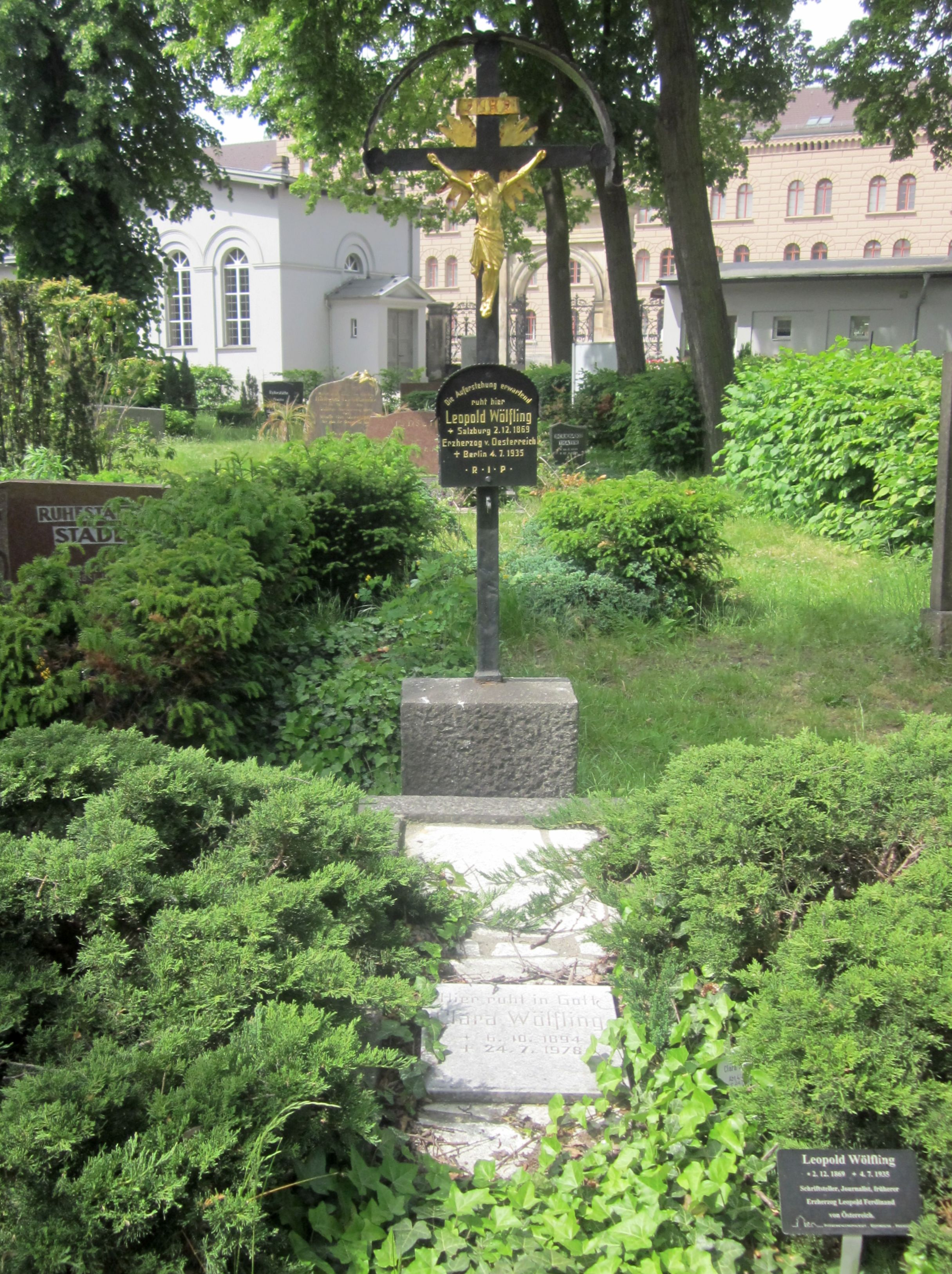
Das Grab von Leopold Wölfling in Berlin-Kreuzberg

1928 tat Wölfling kund, dass er sich als Fremdenführer – insbesonders (sic!) in der Hofburg und im kaiserlichen Schloß in Schönbrunn – seinen Lebensunterhalt verdienen wolle. Um an Geld zu kommen, schrieb er Artikel in verschiedenen Zeitungen, u. a. in der Stunde. Z.B. über seine Fahrt mit Kaiser Franz Joseph I. zu seinem Vater ins Jagdschloss Langreith
1933 zog er nach Berlin, wo er als begeisterter Anhänger der Nationalsozialisten mehr schlecht als recht mit seiner nun dritten, weit jüngeren Ehefrau Klara Hedwig Pawlowski (1894–1978) sein Leben durch Gelegenheitsarbeiten fristete. In relativ armen Verhältnissen starb er am 4. Juli 1935 im Alter von 66 Jahren in Berlin, wo er noch am Totenbett in den neuen Machthabern die Garanten für eine bessere Zukunft sah.
Beigesetzt wurde er auf dem Friedhof III der Jerusalems- und Neuen Kirche in Berlin-Kreuzberg. Sein Grabdenkmal, in der Nähe des Friedhofeingangs in der Abt. 1/1 gelegen, hat die für Berliner Begräbnisstätten völlig ungewöhnliche Gestalt eines gesockelten, schmiedeeisernen, teilweise vergoldeten Kreuzes mit Christuscorpus unter einer halbkreisförmigen Verdachung und verweist auf die Herkunft des Verstorbenen aus stark katholisch geprägten Gefilden. Auf der Inschriftentafel sind sowohl sein bürgerlicher Name wie der abgelegte Titel genannt: „Die Auferstehung erwartend ruht hier Leopold Wölfling […] Erzherzog v. Oesterreich.“ An die ebenfalls hier bestattete dritte Gattin Klara Wölfling erinnert eine kleine Inschriftenplatte auf dem Grabfeld.

## Eigene Werke
- Habsburger unter sich. Freimütige Aufzeichnungen eines ehemaligen Erzherzogs. Goldschmidt-Gabrielli, Berlin-Wilmersdorf 1921, OBV.
- My life story. From archduke to grocer. Hutchinson & Co, London 1930, OBV.
- Als ich Erzherzog war. Verlag Selle-Eysler, Berlin 1935, OBV. (Französische Ausgabe: G(ustave) Welter (Übers.): Souvenirs de la Cour de Vienne. Payot, Paris 1937, OBV).

## Nachlass
Die Österreichische Nationalbibliothek erwarb 2011 einen bedeutenden Teilnachlass des Erzherzogs Leopold Ferdinand Salvator von Österreich. Dieses Legat aus dem Besitz der von Leopold 1922 adoptierten Aloisia Wölfling, geborene Starik, beleuchtet vor allem die Jahre 1929–1933, in denen Leopold in Mauer bei Wien (als Mauer seit 1938 Teil des 23. Wiener Gemeindebezirks), Maurer Lange Gasse 6 wohnte. Im Nachlass befindet sich unter anderen persönlichen Dokumenten das Ablehnungsschreiben zu seinem Antrag auf Versorgungsgenuss sowie ein Brief des christlichsozialen Spitzenpolitikers Ignaz Seipel (1876–1932), in der Zwischenkriegszeit zweimal Bundeskanzler der Republik Österreich.